# الکساندر استیونز
الکساندر استیونز (انگلیسی: Alexander H. Stephens؛ ۱۱ فوریهٔ ۱۸۱۲ – ۴ مارس ۱۸۸۳) یک سیاست‌مدار اهل ایالت جورجیا و معاون رئیس جمهور ایالات مؤتلفه آمریکا بود. او اولین و آخرین معاون رئیس جمهور ایالات مؤتلفه از سال ۱۸۶۱ تا ۱۸۶۵ بود، و در سال ۱۸۸۲ فرماندار جورجیا بود، تا وقتی که در سال ۱۸۸۳ درگذشت. او قبل و بعد از جنگ داخلی عضو حزب دموکرات بود و نماینده ایالت جورجیا در مجلس نمایندگان ایالات متحده بود.